# 만시어
만시어(мāньси лāтыӈ)는 우랄어족의 핀우그리아어파에 속하는 언어로, 러시아 한티만시 자치구와 스베르들롭스크주를 포함한 오비 강 주변지역을 중심으로 만시인들이 사용한다. 인근의 한티어와 비교적 가까우며, 주요 언어들 중에서는 헝가리어에 가장 가깝다. 사용 인구는 2002년 기준으로 2,750명 정도만 남아 있다. 만시어의 문어체는 북부방언의 대표격인 소스바 방언을 바탕으로 만들어졌다. 1868년에 처음으로 만시어로 된 출판물이 간행되었으며, 1937년에 소련 치하 다른 소수민족 언어들과 마찬가지로 키릴 문자 정서법을 채용하게 됐다.

## 방언
만시어의 방언은 크게 넷으로 나뉘며 방위사를 붙여 각각 동만시어, 서만시어, 남만시어, 북만시어로 부른다. 방언차가 커서 서로 말로 통용되지 않는 경우가 많아 각각의 방언을 별개 언어로 보기도 한다. 그 중 북부 방언이 만시어의 표준 문어에 쓰이며, 사실상 현재까지 사용자가 남아있는 유일한 방언이기도 하다.

## 문법
만시어는 교착어이며, 어순은 SOV이다.